# Noruega en los Juegos Olímpicos de Múnich 1972
Noruega estuvo representada en los Juegos Olímpicos de Múnich 1972 por un total de 112 deportistas que compitieron en 15 deportes.  
El portador de la bandera en la ceremonia de apertura fue el luchador Harald Barlie.

## Medallistas
El equipo olímpico noruego obtuvo las siguientes medallas:
| Nombre                                              | Deporte           | Competición         |
| --------------------------------------------------- | ----------------- | ------------------- |
| Oro                                                 |                   |                     |
| Knut Knudsen                                        | Ciclismo en pista | Persecución ind. M  |
| Leif Jenssen                                        | Halterofilia      | kg M                |
| Plata                                               |                   |                     |
| Frank Hansen Svein Thøgersen                        | Remo              | Doble scull (M2x) M |
| Bronce                                              |                   |                     |
| Egil Søby Steinar Amundsen Tore Berger Jan Johansen | Piragüismo        | K4 1000 m M         |